# Tournoi de clôture du championnat du Paraguay de football 2022
Navigation
Tournoi précédent Tournoi suivant
Le tournoi de clôture de la saison 2022 du Championnat du Paraguay de football est le deuxième tournoi semestriel de la cent-vingt-septième saison du championnat de première division au Paraguay. La saison est scindée en deux tournois saisonniers qui délivrent chacun un titre de champion. Les douze clubs participants sont réunis au sein d'une poule unique où ils affrontent leurs adversaires deux fois. À l’issue de la saison, un classement cumulé des trois dernières années permet de déterminer les deux clubs relégués en deuxième division.

## Qualifications continentales
Le vainqueur du tournoi d'ouverture, Club Libertad, est qualifié pour la Copa Libertadores 2023 avec le vainqueur du tournoi de clôture, deux autres places sont attribuées aux deux clubs les mieux classés dans le classement cumulé pour la phase de qualification. Les trois meilleurs clubs ne pouvant se qualifier pour la Copa Libertadores joueront la Copa Sudamericana 2023 et seront accompagnés par le vainqueur de la Coupe du Paraguay 2022.
Le Club Olimpia remporte le tournoi et son 46e titre de champion.

## Les clubs participants
- Club Olimpia
- Cerro Porteño
- Club Libertad
- Club Guaraní
- 12 de Octubre FC
- Club Sol de América
- Club Nacional
- Guaireña Fútbol Club
- Club Sportivo Ameliano
- Club General Caballero
- Resistencia Sport Club
- Tacuary FC

## Compétition
Le barème utilisé pour établir le classement est le suivant :
- Victoire : 3 points
- Match nul : 1 point
- Défaite : 0 point

### Classement
| Rang | Équipe                 | Pts | J  | G  | N | P  | Bp | Bc | Diff |
| ---- | ---------------------- | --- | -- | -- | - | -- | -- | -- | ---- |
| 1    | Club Olimpia           | 49  | 22 | 15 | 4 | 3  | 42 | 19 | +23  |
| 2    | Cerro Porteño          | 48  | 22 | 14 | 6 | 2  | 32 | 13 | +19  |
| 3    | Club Nacional          | 45  | 22 | 13 | 6 | 3  | 30 | 16 | +14  |
| 4    | Club Libertad T        | 34  | 22 | 10 | 4 | 8  | 35 | 27 | +8   |
| 5    | Tacuary FC             | 31  | 22 | 9  | 4 | 9  | 27 | 25 | +2   |
| 6    | Club Sportivo Ameliano | 29  | 22 | 9  | 2 | 11 | 29 | 32 | -3   |
| 7    | Club General Caballero | 28  | 22 | 8  | 4 | 10 | 26 | 26 | 0    |
| 8    | Guaireña Fútbol Club   | 27  | 22 | 7  | 6 | 9  | 26 | 31 | -5   |
| 9    | Club Guaraní           | 23  | 22 | 6  | 5 | 11 | 23 | 32 | -9   |
| 10   | Club Sol de América    | 21  | 22 | 5  | 6 | 11 | 21 | 33 | -12  |
| 11   | Resistencia Sport Club | 21  | 22 | 5  | 6 | 11 | 16 | 32 | -16  |
| 12   | 12 de Octubre FC       | 12  | 22 | 3  | 3 | 16 | 16 | 37 | -21  |

|  | Qualification pour la Copa Libertadores 2023.        |
|  | T : Tenant du titre P : Promu de División Intermedia |

### Classement cumulé
Le classement cumulé regroupe les résultats du tournoi d'ouverture 2022 et du tournoi de clôture. Club Libertad, le champion du tournoi d'ouverture est assuré de participer à la Copa Libertadores 2023, une autre place est donnée au champion du tournoi de clôture. Deux autres places pour la phase de qualification sont données aux deux meilleures équipes non qualifiés du classement cumulé. Les trois équipes suivantes se qualifient pour la Copa Sudamericana 2023 avec le vainqueur de la Coupe du Paraguay.
| Rang | Équipe                   | Pts | J  | G  | N  | P  | Bp | Bc | Diff |
| ---- | ------------------------ | --- | -- | -- | -- | -- | -- | -- | ---- |
| 1    | Cerro Porteño            | 98  | 44 | 30 | 8  | 6  | 70 | 26 | +44  |
| 2    | Club Olimpia             | 92  | 44 | 28 | 8  | 8  | 82 | 41 | +41  |
| 3    | Club Libertad T          | 91  | 44 | 28 | 7  | 9  | 84 | 41 | +43  |
| 4    | Club Nacional            | 71  | 44 | 20 | 11 | 13 | 57 | 48 | +9   |
| 5    | Club Guaraní             | 55  | 44 | 15 | 10 | 19 | 51 | 56 | -5   |
| 6    | Tacuary FC               | 53  | 44 | 15 | 8  | 21 | 43 | 54 | -11  |
| 7    | Club General Caballero   | 51  | 44 | 14 | 9  | 21 | 51 | 59 | -8   |
| 8    | Guaireña Fútbol Club     | 50  | 44 | 12 | 14 | 18 | 47 | 57 | -10  |
| 9    | Resistencia Sport Club   | 49  | 44 | 12 | 13 | 19 | 46 | 68 | -22  |
| 10   | Club Sportivo Ameliano C | 48  | 44 | 14 | 6  | 24 | 54 | 70 | -16  |
| 11   | Club Sol de América      | 46  | 44 | 11 | 13 | 20 | 41 | 61 | -20  |
| 12   | 12 de Octubre FC         | 29  | 44 | 6  | 11 | 27 | 32 | 77 | -45  |

|  | Qualification pour la Copa Libertadores 2023.        |
|  | Qualification pour la Copa Sudamericana 2023.        |
|  | T : Tenant du titre P : Promu de División Intermedia |

- Les deux places de relégations sont déterminées par un coefficient calculé sur les trois dernières saisons.
- Club Sportivo Ameliano est qualifié en Copa Sudamericana 2023 en tant que vainqueur de la Coupe du Paraguay.